# 佐藤清喜
佐藤 清喜（さとう せいき、1969年1月28日 - ）は、日本の音楽プロデューサー、作曲家、編曲家、レコーディング・エンジニア。岩手県出身。nice musicのメンバーとして1993年にメジャー・デビュー。現在は飯泉裕子（P-chan）とのユニットmicrostar 及びソロプロジェクトnicely niceとして活動するほか、活動形態によりnice sato、ナイス佐藤などの変名も使用する。

## 経歴

### キャリア初期〜nice music時代
東海大学短期大学部卒業後フリーの作・編曲家、エンジニアとしてビデオパッケージの音楽制作などを中心にプロ活動開始。1991年春に互いの音楽的趣味の相似から意気投合した清水雄史と男性二人組ユニット「nice music」を結成。1992年暮れにビクターのエンドルフィンレーベルのコンピレーション・アルバム「Endorphin 1st year anniversary」に「パノラマ」で参加。翌1993年6月23日、同レーベルからアルバム「nice to meet the nice music」でメジャー・デビュー。1995年までに4枚のアルバム等をリリースして1996年春に解散。

### microstar以降
1996年、nice musicのライブでサポートを務めていたベーシスト兼ボーカリストの飯泉裕子（P-chan）と男女ユニット「microstar」を結成。レコーディング・エンジニア寺田康彦主宰のインディーズレーベルThink Sync Recordsに所属し、1stミニアルバム「birth of microstar」でデビュー。2ndミニアルバムと1stマキシシングルをリリースし、ライヴも定期的に行う。2001年にはエンドルフィンでレーベルメイトであったCutemenと共にUphoniqレーベルに所属しマキシシングルをリリースしたが、その後ライブ活動やリリースは停滞。VIVID SOUNDから1stフルアルバム「microstar album」（2008年）を発売するまでデビューから実に11年半を要した。2011年からアナログ7インチレコード媒体で限定シングルを3枚リリース(CD-RもしくはCD付)。2012年、DJのはせはじむと共に星野みちるのサウンドプロデュースを担当。2016年にはmicrostar8年ぶりの2ndアルバム「She got the blues」をリリース。

## ディスコグラフィー

### シングル
- nice music
  - LITTLE CHANSON DOLL（1993年11月21日） - CDS:VIDL-165
  - astronature（1994年7月21日） - CD:VICL-12011、12インチアナログ:VIJL-15006
  - VENUS IN SUMMER（1995年7月21日） - CD:VICL-12014
  - KISSはカラーポップ（1995年10月21日） - CDS:VIDL-219
- nicely nice
  - Fine View e.p.（1999年4月21日） - 12インチアナログ:BWEP-002
  - Time Of The Departure（2021年11月3日） - 7インチアナログ:HCR-9708
- microstar
  - I'm in love e.p.（1998年8月25日） - CD:TSCA-008
  - lovely dovey plus（2001年12月5日） - CD:NNCU-30002
  - 夕暮れガール（2011年9月7日） - 7インチアナログ+CD-R:HCR-9653
  - 夜間飛行（2012年11月21日） - 7インチアナログ+CD-R:HCR-9658
  - Tiny Spark（2016年4月13日） - 7インチアナログ+CD:HCCD-9570
  - 日常のSwing（2021年11月3日） - 7インチアナログ:HCR-9709

### アルバム
- nice music
  - nice to meet the nice music（1993年6月23日） - CD:VICL-417
  - NICE MUSIC NOW!（1994年1月21日） - CD:VICL-496
  - ACROSS THE UNIVERSE（1994年10月21日） - CD:VICL-584
  - POP RATIO（1995年10月21日） - CD:VICL-703
- microstar
  - birth of microstar（1996年12月10日） - CD:TSCA-003
  - micro freaks（1997年8月25日） - CD:TSCA-005
  - microstar album（2008年5月21日） - CD:VSCD-3382、12インチアナログ:HCR-9655、CD:VSCD-3228(2022年リマスター盤再発)
  - She got the blues（2016年7月20日） - CD:HCCD-9575
- nicely nice
  - The adventures of nicely nice（2022年6月8日） - CD:HCCD-9614

### コンピレーション・アルバムへの参加
- nice music
  - Endorphine 1st year anniversary（1992年12月16日） - CD:VICL-5181
    - 「パノラマ」を収録
- nicely nice
  - Net17（1996年11月11日） - CD:TSCA-001
    - 「PLA-NET」を収録

  - 「四月になれば彼女は」オリジナル・サウンドトラック（2002年5月19日） - CD:CBST-00017
    - 「MY BOY」「I made up my mind」を収録
- microstar
  - CHIC CHINOIS DESIGN 21 MODERN SENSIBILITY（2000年7月21日） - CD:PSCR-5863
    - 「恋は急いで」を収録

  - file under ; ORDINARY MUSIC（2009年9月23日） - CD:VSCD-3392
    - 「GOOD LUCK 1998 demo version」「東京の空から～Version」を収録

  - LIGHT MELLOW MAGIC（2014年9月26日） - CD:RATCD-4391
    - 「夜間飛行」を収録

## CMへの音楽起用
- nice music
  - 三菱自動車工業 ミニカトッポ（1993年）「LITTLE CHANSON DOLL」
- microstar
  - ハウス食品 バーモントカレー（1998年）「I'm in love」
  - ニコン COOLPIX（2001年）「lovely dovey」

## 楽曲提供
アーティスト名は50音順に列記。
- 安達祐実
  - 誓いのブリッジ（作詞：サエキけんぞう、作曲：佐藤清喜）
- ukka
  - don't say Love（作詞：中村彼方、作曲：徳田光希、編曲：佐藤清喜・徳田光希）
- 臼井未幸（CV.長縄まりあ）
  - 心の体温計（作詞：くまがいあすみ（月の満ちかけ）、作曲：今井カズヤ（月の満ちかけ）、編曲：今井カズヤ（月の満ちかけ）・佐藤清喜）
- 衛藤利恵
  - 光りのトゥールーズ（作詞：サエキけんぞう、作曲：佐藤清喜）
- GIRLS BE
  - セシルの約束（作詞：折原信子、作曲：佐藤清喜）
  - 尋ねあいⅠ（作詞：桑島法子・豊嶋真千子、作曲：佐藤清喜）
  - 尋ねあいⅡ（作詞：桑島法子・豊嶋真千子、作曲：佐藤清喜）
- 斉藤秀翼
  - 新世界創造計画（作詞：斉藤秀翼、作曲：佐藤清喜）
- 宍戸留美
  - 濡れた傘（作詞：宍戸留美、作曲：佐藤清喜）
  - HONNEY彗星（作詞：宍戸留美、作曲：佐藤清喜）
- soap
  - コール・ミー（作詞：飯泉裕子、作曲：佐藤清喜）
- SOLEIL
  - MARINE I LOVE YOU（作詞：飯泉裕子、作曲：佐藤清喜）
  - Baby Boo（作詞：飯泉裕子、作曲：佐藤清喜）
  - Red Balloon（作詞：飯泉裕子、作曲：佐藤清喜）
- ドラゴンダッシュ
  - 素敵な人生（作詞：ドラゴンダッシュ、作曲：佐藤清喜）
- 星野みちる
  - ワンダランド（作詞：はせはじむ、作曲：佐藤清喜）
  - 離して、、、（作詞：はせはじむ、作曲：佐藤清喜）
  - HALF STEP（作詞：はせはじむ、作曲：佐藤清喜）
  - 腰抜け男子にアイラビュー（作詞：はせはじむ、作曲：佐藤清喜）
  - Misty Night, Misty Morning（作詞：はせはじむ、作曲：佐藤清喜）
  - 月下香夜曲（作詞：はせはじむ、作曲：佐藤清喜）
- まちだガールズクワイア
  - Ready Steady Go!（作詞：飯泉裕子、作・編曲：佐藤清喜）
  - Voice In Space（作詞：飯泉裕子、作・編曲：佐藤清喜）
- 宮田幸季
  - βエンドルフィン（作詞：SATOMI、作曲：佐藤清喜）
- 村川梨衣
  - RiEtion please♡（作詞：村川梨衣、作・編曲：佐藤清喜）
  - Anytime, Anywhere（作詞：坂井竜二、作曲：羽岡佳、編曲：佐藤清喜）
  - Dreamy Lights（作詞：渡部紫緒、作・編曲：佐藤清喜）
  - 夜明けの恋（作詞：金子麻友美、作・編曲：佐藤清喜）
- 山崎エリイ
  - Lunatic Romance（作詞：櫻口葵子、作曲：櫻口葵子、編曲：佐藤清喜）
  - 空っぽのパペット（作詞・作曲：金子麻友美、編曲：佐藤清喜）
  - 雨と魔法（作詞：飯泉裕子、作・編曲：佐藤清喜）
  - アリス＊コンタクト（作詞：hotaru、作曲：柴田尚、編曲：佐藤清喜）
  - Starlight（作詞・作曲：金子麻友美、編曲：佐藤清喜）
  - Steady（作詞・作曲：金子麻友美、編曲：佐藤清喜）
  - Vivid my world（作詞・作曲：藤原隆之、編曲：佐藤清喜）
  - シンデレラの朝（作詞：大西洋平、作曲：鎌田瑞輝、編曲：佐藤清喜）
- Lyrico
  - Flowers（作詞：Lyrico、作曲：佐藤清喜）
- 脇田もなり
  - Boy Friend（作詞：飯泉裕子、作曲：佐藤清喜）
  - 赤いスカート（作詞：飯泉裕子、作曲：佐藤清喜）

## プロデュース
- 星野みちる - 2012年10月〜2015年まで、はせはじむとの共同プロデュース。
- カンバス - 2016年2月10日発売のシングル『この街の夜さ/Sunset202』をプロデュース。